# 恩加爾塞蘭山脈
40°16′57″N 0°0′22″W / 40.28250°N 0.00611°W

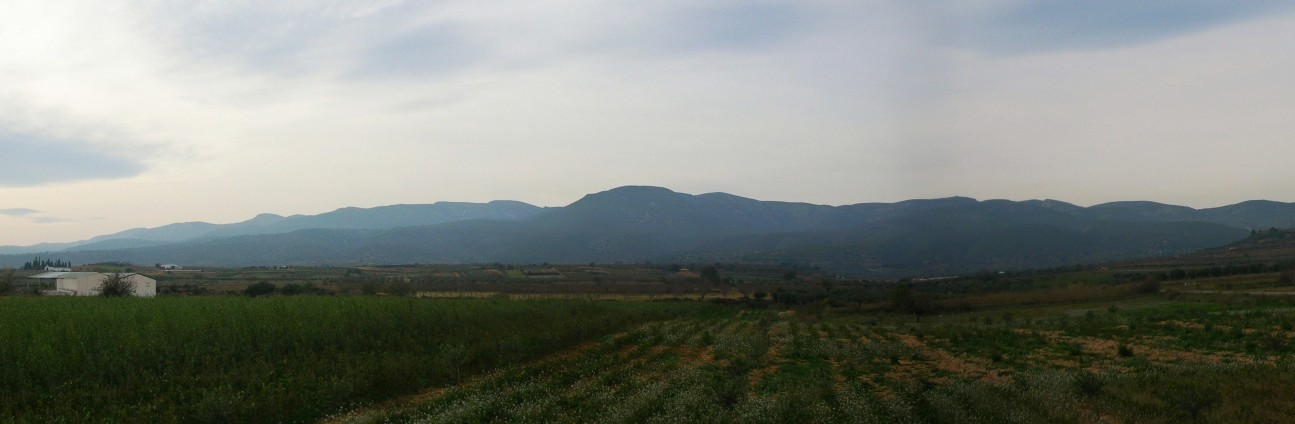

恩加爾塞蘭山脈（Serra d'En Galceran），是西班牙的山脈，位於卡斯迪隆省，屬於伊比利亞山脈的一部分，長21.6公里，最高點海拔高度1,078米，山體由石灰岩組成。